# Dječji zbor "Zdravo maleni"
Dječji zbor "Zdravo maleni" najdugovječniji je hrvatski dječji zbor. Osnovan je 1958. godine u OŠ Jurja Šižgorića (prethodno OŠ Maršala Tita).
Na 16. Jugoslavenskom festivalu djeteta (današnji Međunarodni dječji festival), godine 1976. zbor održava prvi koncert, a 23. prosinca 1976. priređuju i koncert u HNK u Šibeniku, gdje po prvi puta izvode pjesmu Zdravo maleni Milana Grgića i skladatelja Alfija Kabilja, koju zadržavaju kao himnu zbora.
Danas djeluju i pod Hrvatskim narodnim kazalištem u Šibeniku te su 2023. godine obilježili 65 godina djelovanja. Svake godine Zbor sudjeluje i u ceremoniji svečanog otvaranja "Međunarodnog dječjeg festivala Šibenik – Hrvatska" (nekadašnji "Jugoslavenski fetsival djeteta").
Nakon osnivačice i dugogodišnje voditeljice Zlate Bašić, zbor „Zdravo maleni“ radio je i pod vodstvom Mire Grujić, Zrinke Mikuličin, Tee Slavice Bačić i Filipa Kneževića.

## Priznanja i nagrade
1977. – Brončana plaketa za postignute rezultate i unaprjeđenje kulturnih djelatnosti na 20. muzičkoj smotri djece i omladine u Varaždinu
1985. – plaketa SUBNOR-a SR Hrvatske za dugogodišnji rad i očuvanje tradicije (priznanje Republičkog odbora SUBNOR-a)
2024. – IX. Međunardno natjecanje dječjih zborova VALLIS AUREA CANTAT: srebrna nagrada u kategorji D1 (mješovita glazba); posebna nagrada voditelju zbora Filipu Kneževiću za izuzetnu umjetničku i dirigentsku izvedbu; posebna nagrada korepetitoru za izvrsnu instrumentalnu pratnju zbora.